# アルバート・ホフマン (化学者)
アルベルト・ホフマン（英: Albert Hofmann, 1906年1月11日 - 2008年4月29日）は、スイスの化学者である。LSD(リゼルグ酸ジエチルアミド）の発明と、マジック・マッシュルーム(幻覚性のあるキノコ)からシロシビン、シロシンを発見したことで知られ、精神薬理学の端緒を開いた。ノーベル賞選考委員(ノーベル賞受賞者を選ぶ側の人物)の1人。

## 生涯

### 生い立ち
1906年1月11日、スイスのバーデンに生まれた。父親は工具職人。四人兄弟の長男だった。父親が早くに亡くなったため、家族を養うために働きながら勉強しつづけ、大学受験資格を得て20歳でチューリッヒ大学で化学を専攻。パウル・カラーに師事し、やがて天然物質の研究に興味を持った。学位論文では「リンゴマイマイの胃液でキチン質を酵素分解する」をテーマにし、「キチン質の化学的成分は植物のセルロースに類似している」との結論に「優秀」の評価が与えられた。

### 研究者として

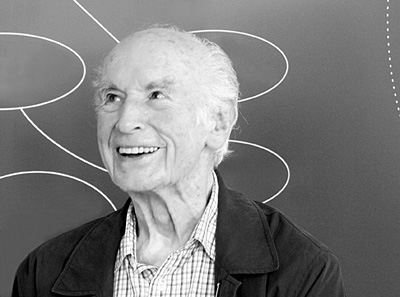
2006年6月

1927年に大学を卒業すると、サンド社の薬学・化学研究所に入った。ホフマンは麦角の研究にとりかかり、1938年に開発したのがLSDであった。1943年には、LSDの幻覚作用を発見した。
その後は、マジックマッシュルームの幻覚成分シロシビンとシロシンを自身を実験台として発見するなど、幻覚作用を持つ物質の研究を続けた。1971年に退職するまで、サンド社に40年以上在籍した。
2008年4月29日、スイス・アールガウ州ブルク（Burg）で心臓発作により102歳で長逝した。
精神科医のオスカー・ジェニガーが、幻覚剤の科学的研究に関する文献を集め情報センターとする目的で非営利組織のアルベルト・ホフマン・ファンデーションを創立している。

## 著書
- A.ホッフマン『LSD-幻想世界への旅』 堀正訳、榎本博明訳、福屋武人、新曜社、1984年、ISBN 978-4788501829。（原著 LSD-MEIN SORGENKIND, 1979）

## 映画
- 『L.S.D―プロブレムチャイルド&ワンダードラッグ』 ドキュメンタリー映画。2006年のホフマンの100歳の誕生日に開催された、スイスでのLSDのシンポジウムを取り上げる。
- The Substance: Albert Hofmann's LSD ドキュメンタリー映画。ホフマンの生み出した物質LSDについて、その関係人物の過去の映像から成り立つ。